# TrapGold
TrapGold é a segunda mixtape da rapper australiana Iggy Azalea, lançada pela Grand Hustle em parceria com a gravadora Virgin/EMI Records em 11 de outubro de 2012. A mixtape, de acordo com Azalea, é baseada em sentimentos antes de frequentar reuniões da gravadora. Ela descreveu os sentimentos como "jovem" e "à prova de balas".

## Recepção
TrapGold recebeu críticas positivas. No site DatPiff, a mixtape ganhou quatro em de cinco estrelas com base em 93 avaliações. A mixtape foi baixada mais de 30.000 vezes, ganhando certificado de bronze.

## Alinhamento de faixas
| Edição padrão  |                                                     |                      |         |  |
| N.º            | Título                                              | Produtor(es)         | Duração |  |
| 1.             | "Intro"                                             |                      | 0:48    |  |
| 2.             | "Yo El Ray"                                         | Diplo Bro Safari FKi | 2:47    |  |
| 3.             | "Down South"                                        | Diplo FKi            | 4:16    |  |
| 4.             | "Demons"                                            | Sleigh Bells Diplo   | 3:26    |  |
| 5.             | "Slo."                                              | Diplo FKi            | 3:46    |  |
| 6.             | "Quicktime"                                         | FKi                  | 3:39    |  |
| 7.             | "Flexin' & Finessin'" (com participação de Juicy J) | FKi Flosstradamus    | 3:26    |  |
| 8.             | "1 800 BONE"                                        | Diplo FKi            | 3:09    |  |
| 9.             | "Bac 2 Tha Future (My Time)"                        | FKi Tiësto           | 1:59    |  |
| 10.            | "Golddust"                                          | Dj Spinz FKi         | 2:58    |  |
| 11.            | "Outro"                                             |                      | 0:12    |  |
| Duração total: | Duração total:                                      | Duração total:       | 30:31   |  |

Créditos de amostras
Informações adaptadas do WhoSampled.
- "Demons" contém uma amostra de "Demons", interpretada por Sleigh Bells.
- "Slo." contém uma amostra de "Tuvan", interpretada por Gaia.
- "Bac 2 Tha Future (My Time)" contém uma amostra de "We Own The Night", de Tiësto e Wolfgang Gartner e interpretada por Luciana.
- "Golddust" contém uma amostra do remix de Flux Pavilion para "Gold Dust", originalmente interpretada por DJ Fresh.